# 马赛自然史博物馆

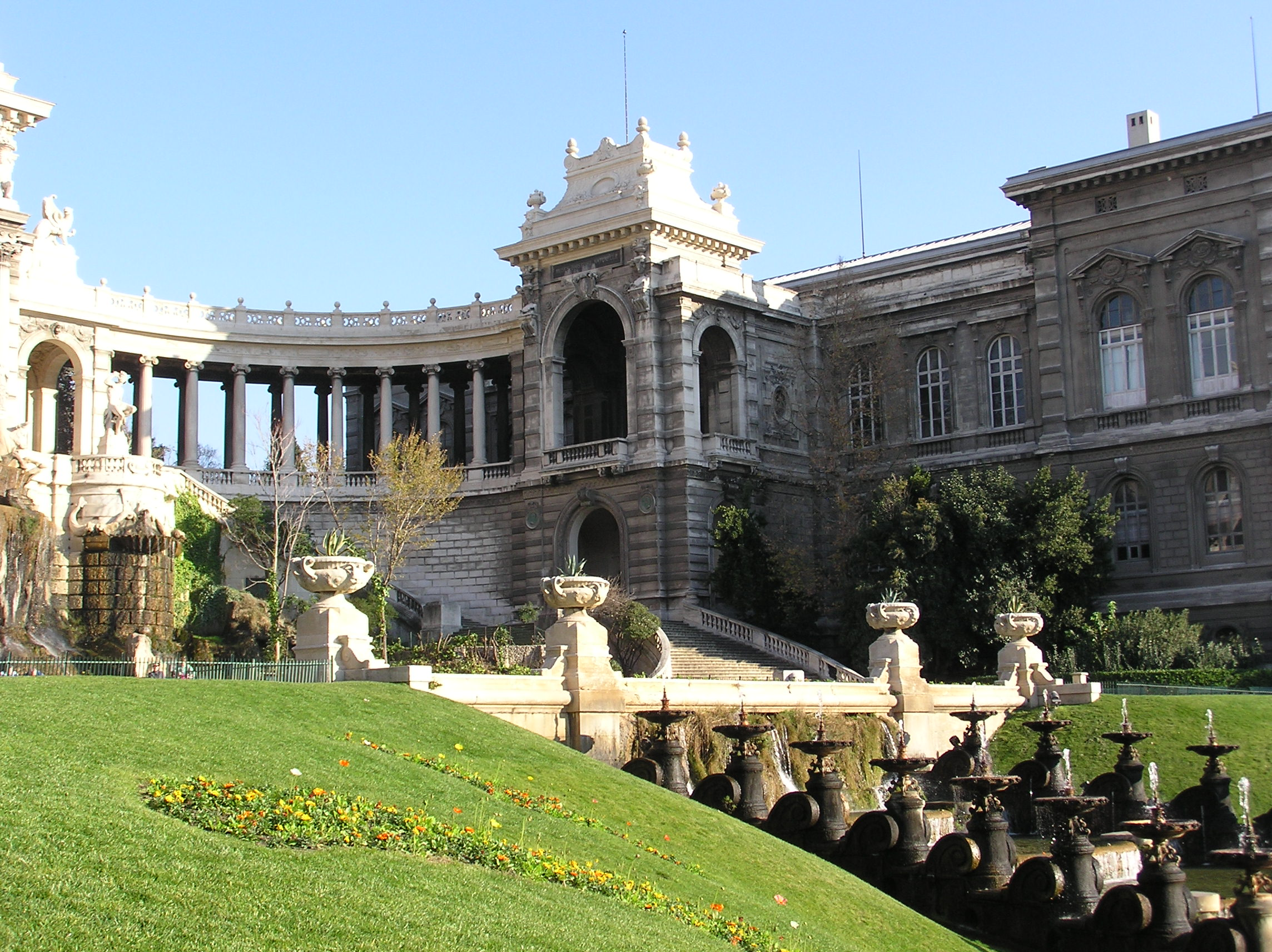
自然史博物馆立面

马赛自然史博物馆（法語：Muséum d’histoire naturel de Marseille）位于法国马赛隆尚宫，成立于1819年。该博物馆收藏83000件动物学标本，200,000件植物标本，81,000件化石，8,000件矿物标本。该博物馆举办会议和临时展览。
四个展览区域为：
- Safari -世界动物室
- 普罗旺斯地区动植物室
- 比较解剖学室
- 史前史与演化室。